# دلداده (فیلم ۱۹۹۴)
دلداده (به هندی: Dilwale) فیلمی محصول سال ۱۹۹۴ و به کارگردانی هری باوجا است. در این فیلم بازیگرانی همچون اجی دیوگن، سونیل شتی، راوینا تاندون، سعید جعفری، گلشن گروور، پارش راوال، ریما لاگو،رامی ردی ایفای نقش کرده‌اند.